# IC 151
IC 151 је ознака објекта на координатама са ректансцензијом 1h 43m 57,4s и деклинацијом + 13° 12" 9'. Открио га је Луис Свифт, 11. августа 1890. Каснијим посматрањима на том положају није уочен никакав астрономски објекат.